# Ammotrypane gigantea
Ammotrypane gigantea är en ringmaskart som beskrevs av Rullier 1965. Ammotrypane gigantea ingår i släktet Ammotrypane och familjen Opheliidae. Inga underarter finns listade i Catalogue of Life.